# Fudai
Fudai (普代村?) è un villaggio giapponese della prefettura di Iwate.

## Storia
Fra il 1972 e il 1984, durante l'amministrazione di Kōtoku Wamura (sindaco dal 1947 al 1987), venne costruita una paratia alta 15.5 m e costata 3,56 miliardi di ¥. Inizialmente derisa come spreco di soldi pubblici, ha permesso al villaggio di essere risparmiato dalla devastazione portata nei villaggi vicini dal terremoto e maremoto del Tōhoku del 2011: l'unica vittima fu una persona che era andata ad ispezionare la propria barca al porto, al di fuori dell'area protetta dal muro. Dopo lo tsunami l'ex-sindaco, morto nel 1997, è stato celebrato come un eroe.

## Galleria d'immagini

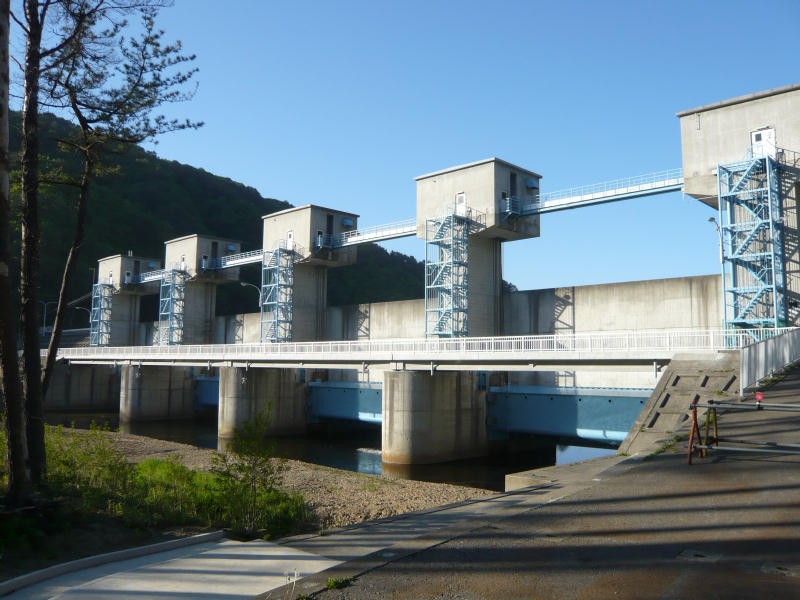
La diga di Fudai
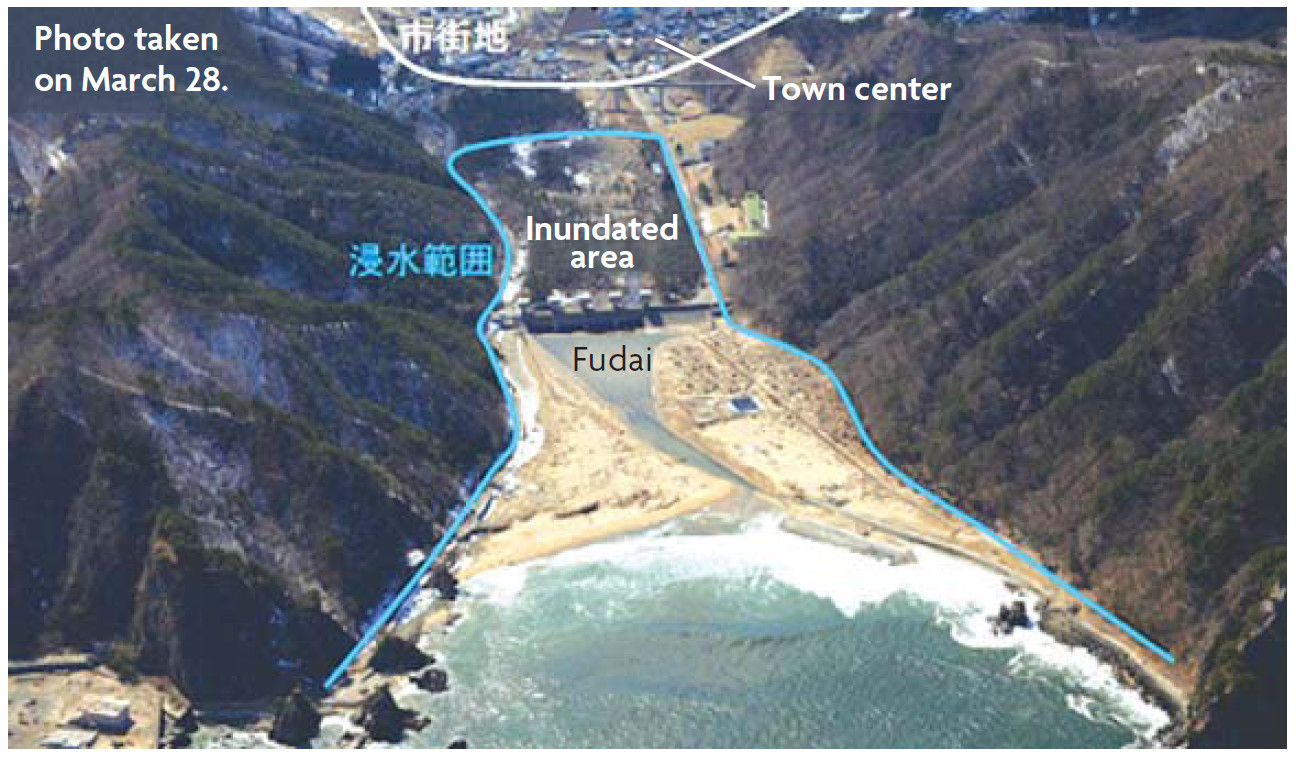
Le zone allagate dopo il maremoto del 2011